# Régosol

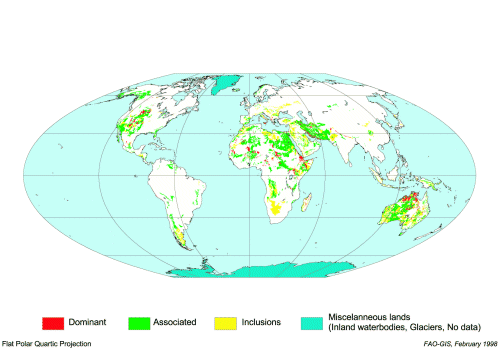
Répartition des régosols.

Un régosol est un sol très peu évolué qui constitue les regs (Sahara).
Il s'agit d'une roche-mère meuble faiblement altérée (Horizon C). On observe parfois un début d'évolution dû à une implantation locale de végétation (horizon A et O).
Très peu de végétation y pousse à cause du climat, mais avec de l'irrigation et des amendements divers on peut cultiver ce sol.
Les Régosols sont un groupe de référence dans la Base de référence mondiale pour les ressources en sols.